# Johannes Takanen

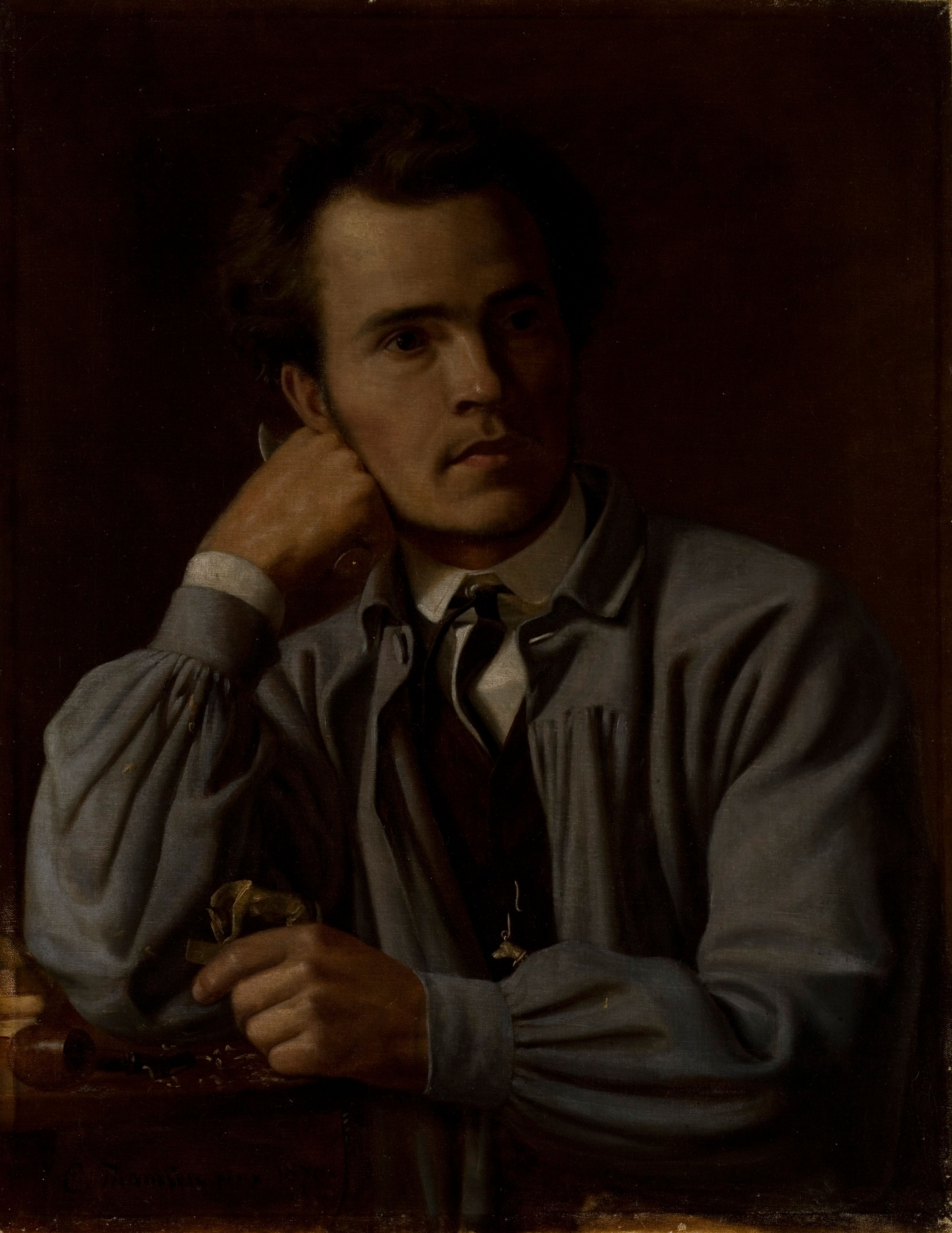
Johannes Takanen (Carl Thomsen, 1870, Ateneum, Helsinki)

Johannes Takanen (russisch Йоханнес Таканен; * 26. Novemberjul. / 8. Dezember 1849greg. im Dorf Ylä-Urpala (seit 1948 Torfjanowka) bei Virolahti, Großfürstentum Finnland; † 30. September 1885 in Rom) war ein russischer Bildhauer finnischer Herkunft.

## Leben
Takanen, Sohn des Knechts Heinrich Takanen und der Italienerin Maria Palpieri, zeigte schon früh sein künstlerisches Talent beim Schnitzen von kleinen Tierfiguren aus Holz. Konsul Lideken in Wyborg nahm sich des Jungen an und sorgte für seine Erziehung in der Zeichenschule der Kunstgesellschaft Finnlands in Helsinki. Dank der Unterstützung von Kunstliebhabern lernte Takanen 1865–1866 in Helsinki bei Carl Eneas Sjöstrand und Walter Magnus Runeberg. Ab 1867 studierte Takanen in Kopenhagen an der Königlich Dänischen Kunstakademie bei Herman Wilhelm Bissen und dessen Sohn Christian Gottlieb Vilhelm Bissen. Später praktizierte er bei Bertel Thorvaldsen.
Takanen schuf 1872 in Christian Gottlieb Vilhelm Bissens Atelier entsprechend einem Auftrag aus Wyborg nach dem Kalevala die Statue des Sängers Väinämöinen mit der Kantele, die in Zink gegossen und 1873 in Wyborg im Park Monrepos aufgestellt wurde. Das Gesicht Väinämöinens hatte Takanen nach einem Porträt Magdalus Colds gestaltet, in dessen Haus Takanen lebte. Die Statue ähnelt dem Bild Ossians in Nicolai Abildgaards Gemälde. Während des Winterkriegs 1939–1940 ging die Statue verloren. 1988 schlug Dmitri Lichatschow anlässlich eines Monrepos-Films vor, dieses erste Denkmal eines Helden der Literatur wieder zu errichten. Da Takanens Statue nicht gefunden werden konnte, schuf der Bildhauer Konstantin N. Bobkow eine Kopie der Statue Takanens in Beton, die 2007 im Monrepos-Park eingeweiht wurde.

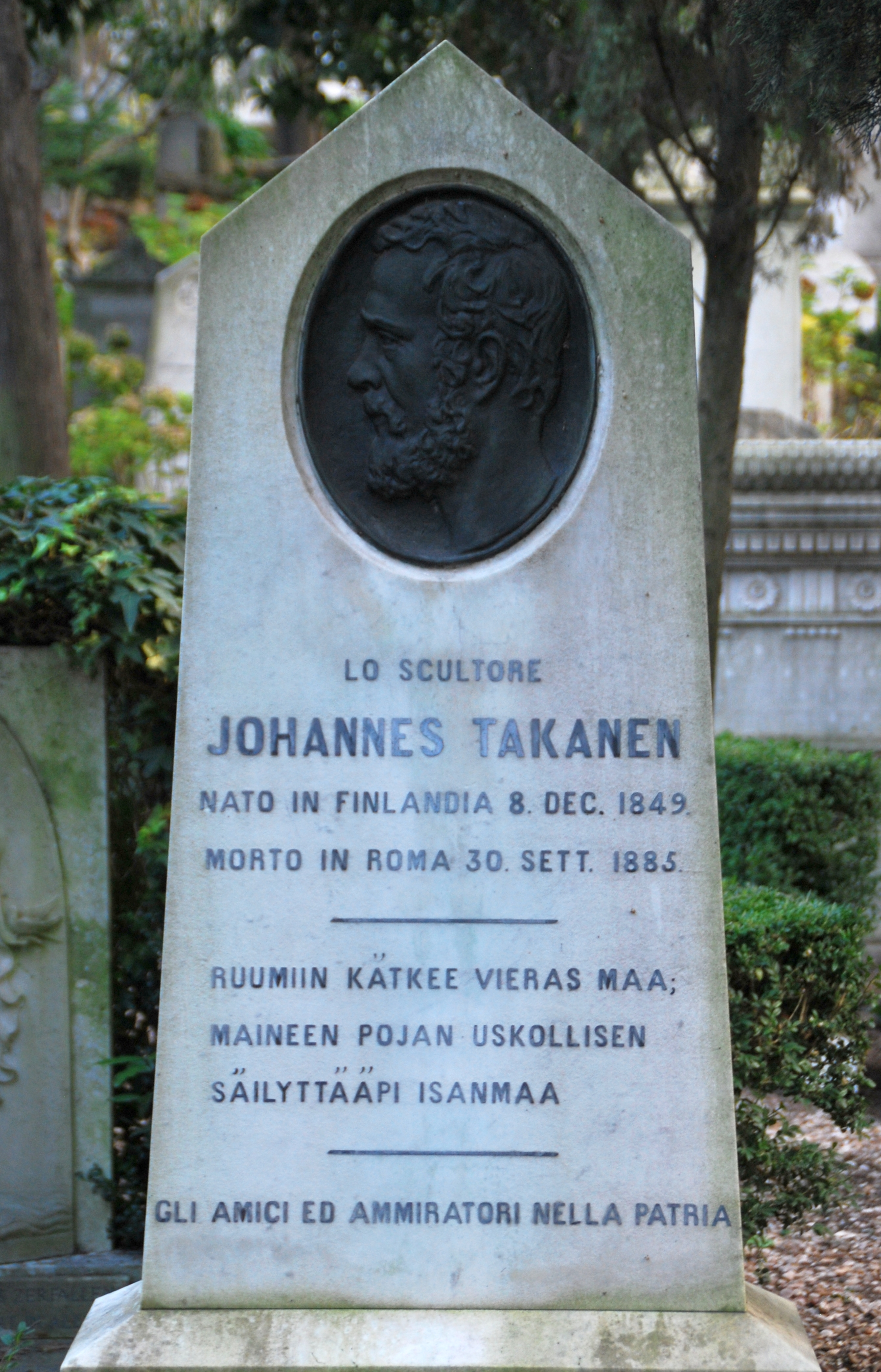
Takanens Grabstein, Cimitero acattolico, Rom

Aufgrund seiner in Helsinki ausgestellten Werke erhielt Takanen ein Stipendium der finnländischen Regierung, so dass er
1873 nach Rom gehen konnte. Er lebte und arbeitete dann dort. Er heiratete die Italienerin Giacinta Biavasco.
Takanens größter Erfolg war sein Projekt für ein Denkmal Alexanders II. in Helsinki, mit dem er 1884 den Bauwettbewerb gewann. An dem Wettbewerb hatten sich auch Carl Eneas Sjöstrand,  Walter Magnus Runeberg, Robert Stigell und Ville Vallgren beteiligt. Die Jury vergab den 1. Preis an Takanen und den 2. Preis an Runeberg, der in Paris lebte, mit der Maßgabe, dass Takanen und Runeberg das Denkmal gemeinsam gestalteten. Runeberg führte nun nach dem frühen Tod Takanens das Projekt durch und schuf die verschiedenen Skulpturen, während die Statue Alexanders II. nach Takanens Modell in Frankreich gegossen wurde. An der großen Einweihungsfeier im April 1894 auf dem Senatsplatz nahmen 30.000 Menschen teil. Nach der Februarrevolution 1917 gab es Versuche aufständischer Soldaten und Zivilisten, das Denkmal zu zerstören, worauf das Denkmal unter Schutz gestellt wurde.

## Werke (Auswahl)

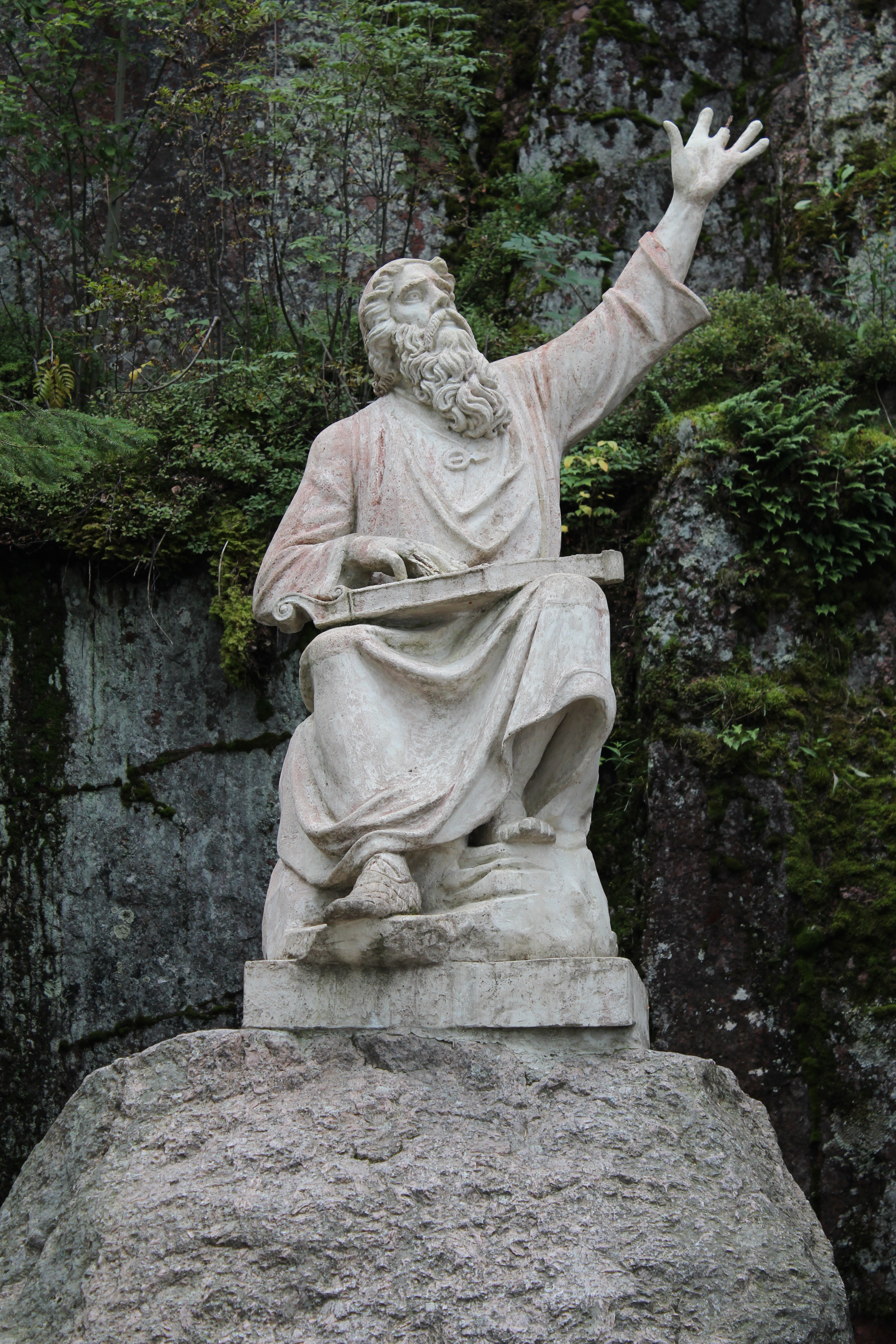
Väinämöinen mit der Kantele, Monrepos-Park, Wyborg
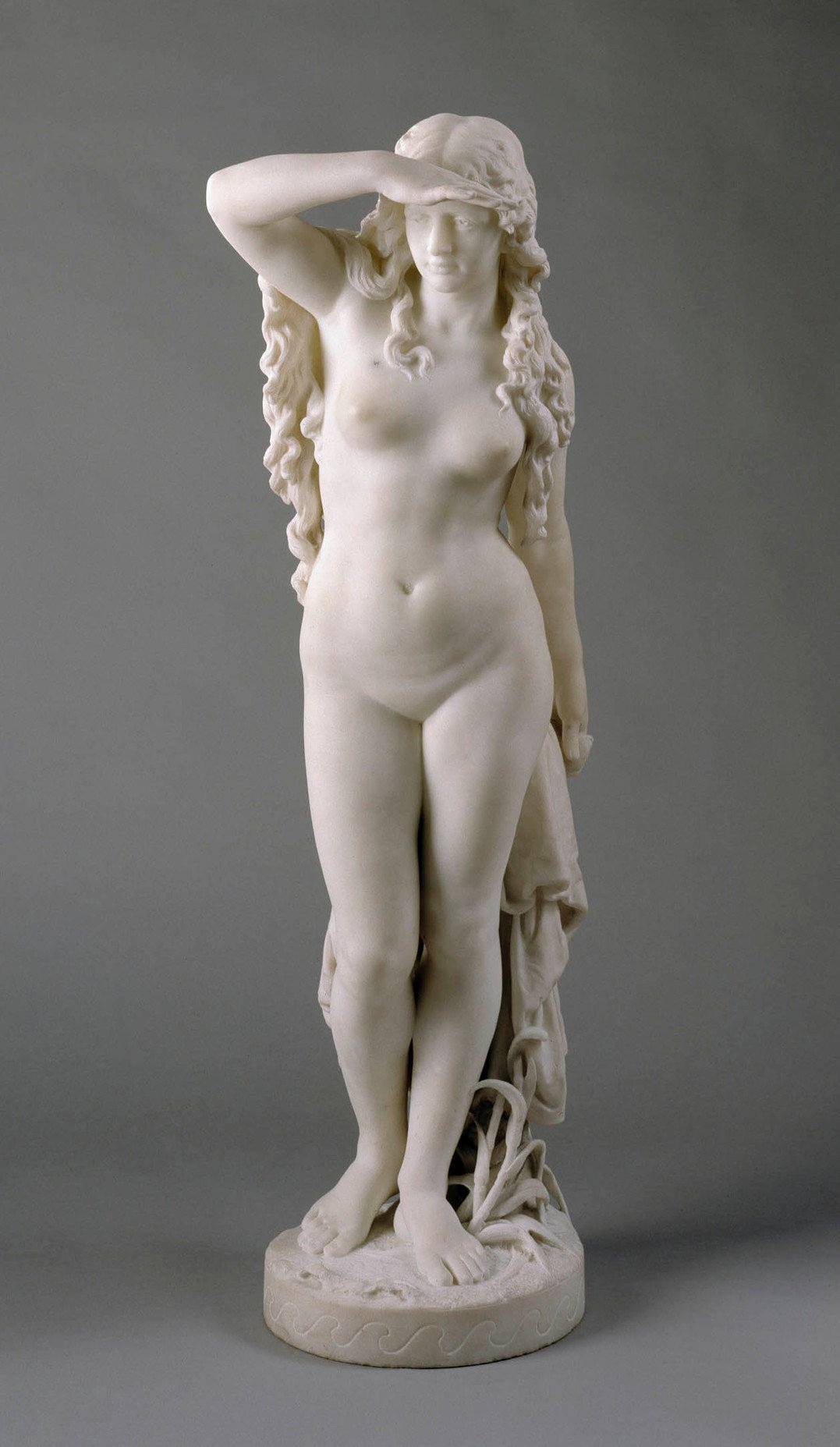
Aino (aus dem Kalevala, 1876), Finnische Nationalgalerie
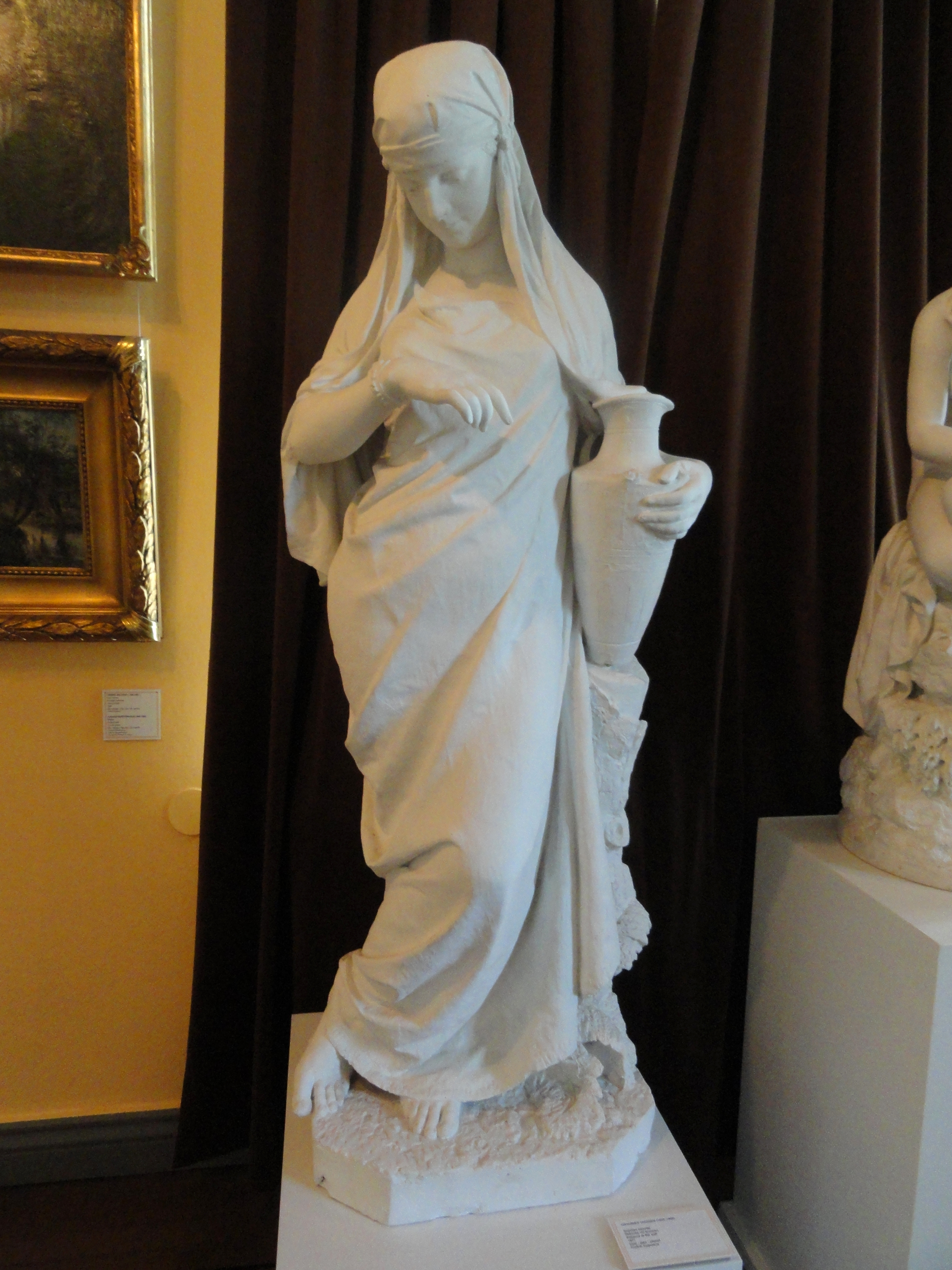
Rebekka am Brunnen (1877), Cygnaeuksen galleria, Helsinki
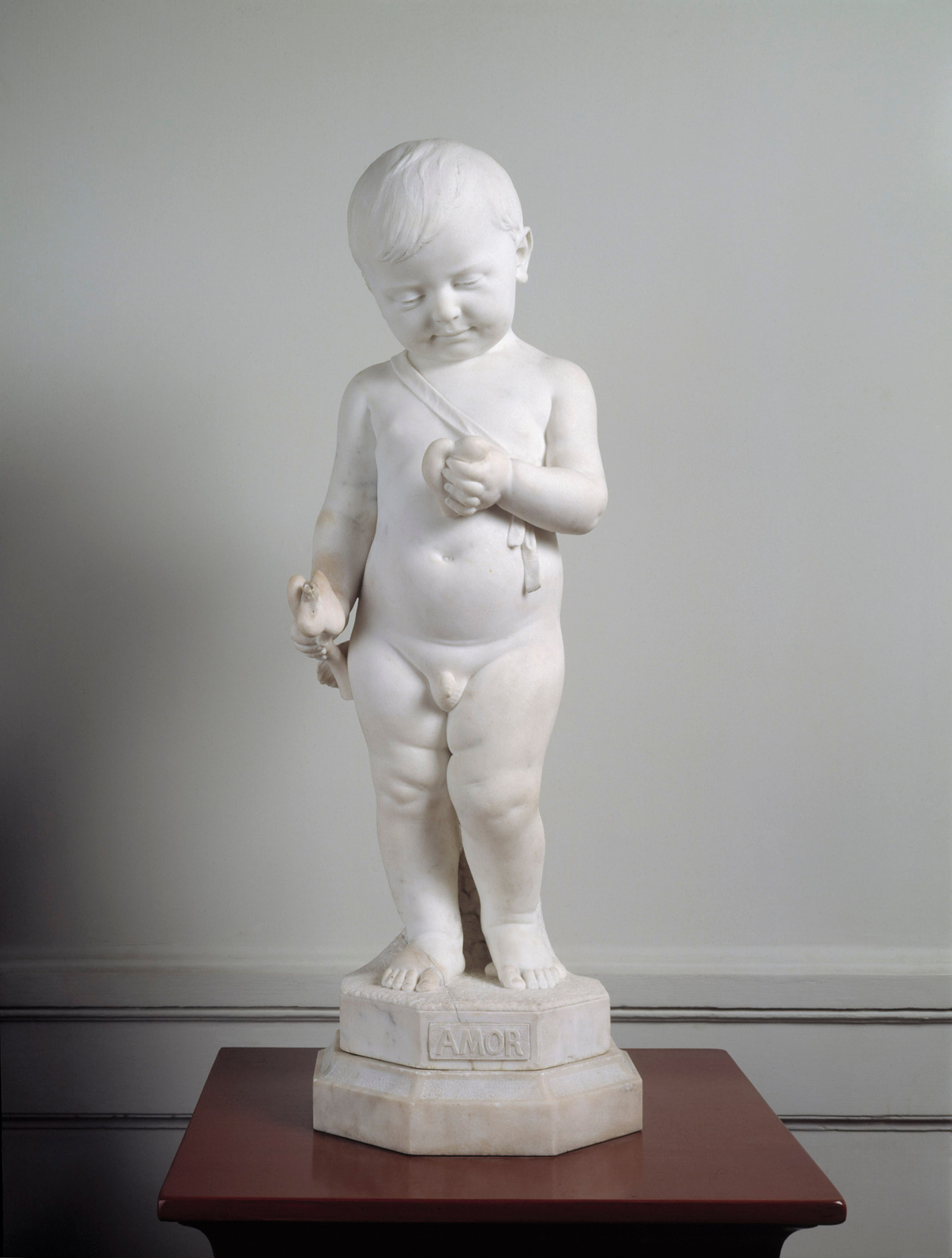
Cupido, die Herzen quälend (1881), Finnische Nationalgalerie
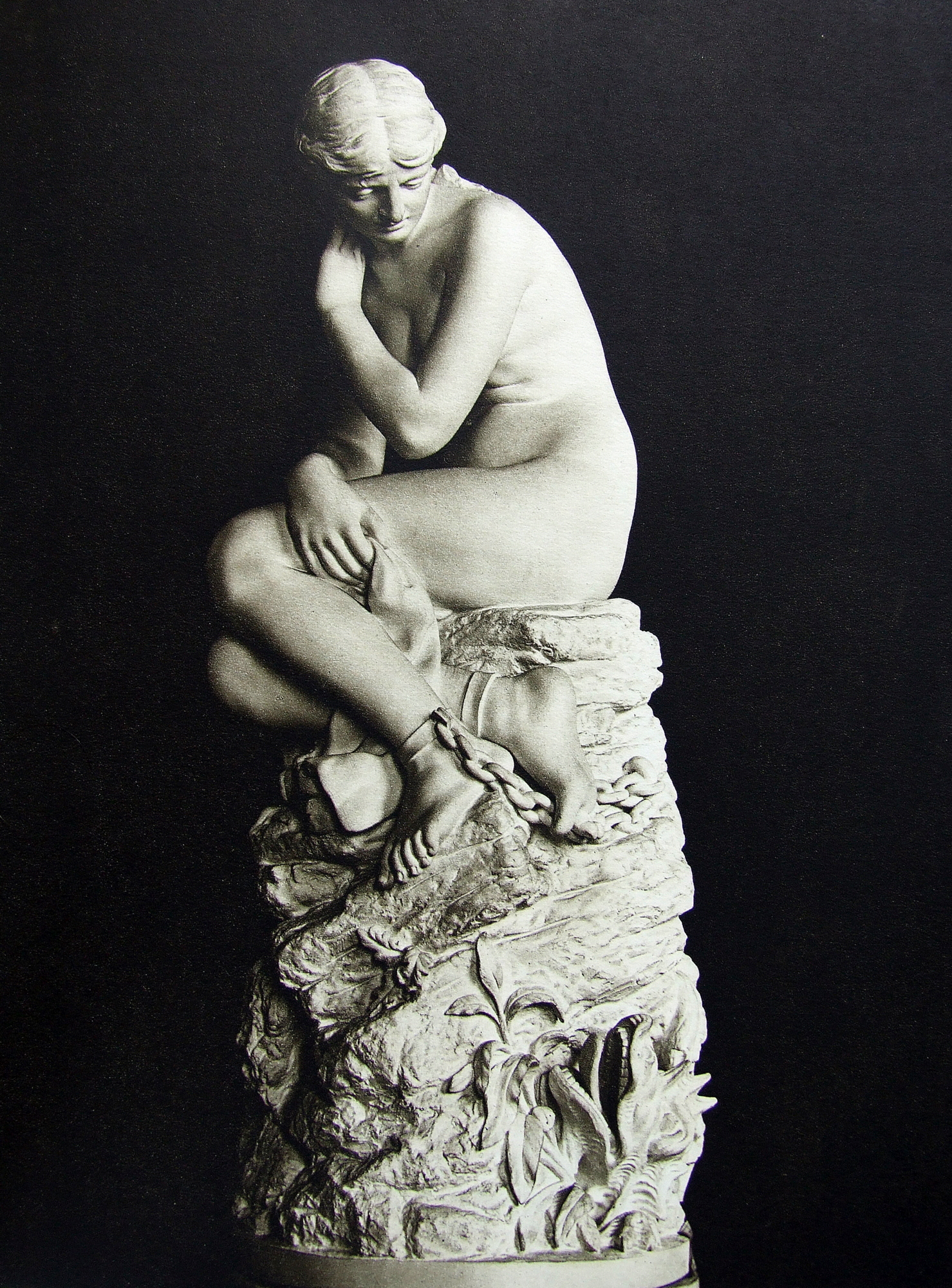
Andromeda (1882), Ateneum
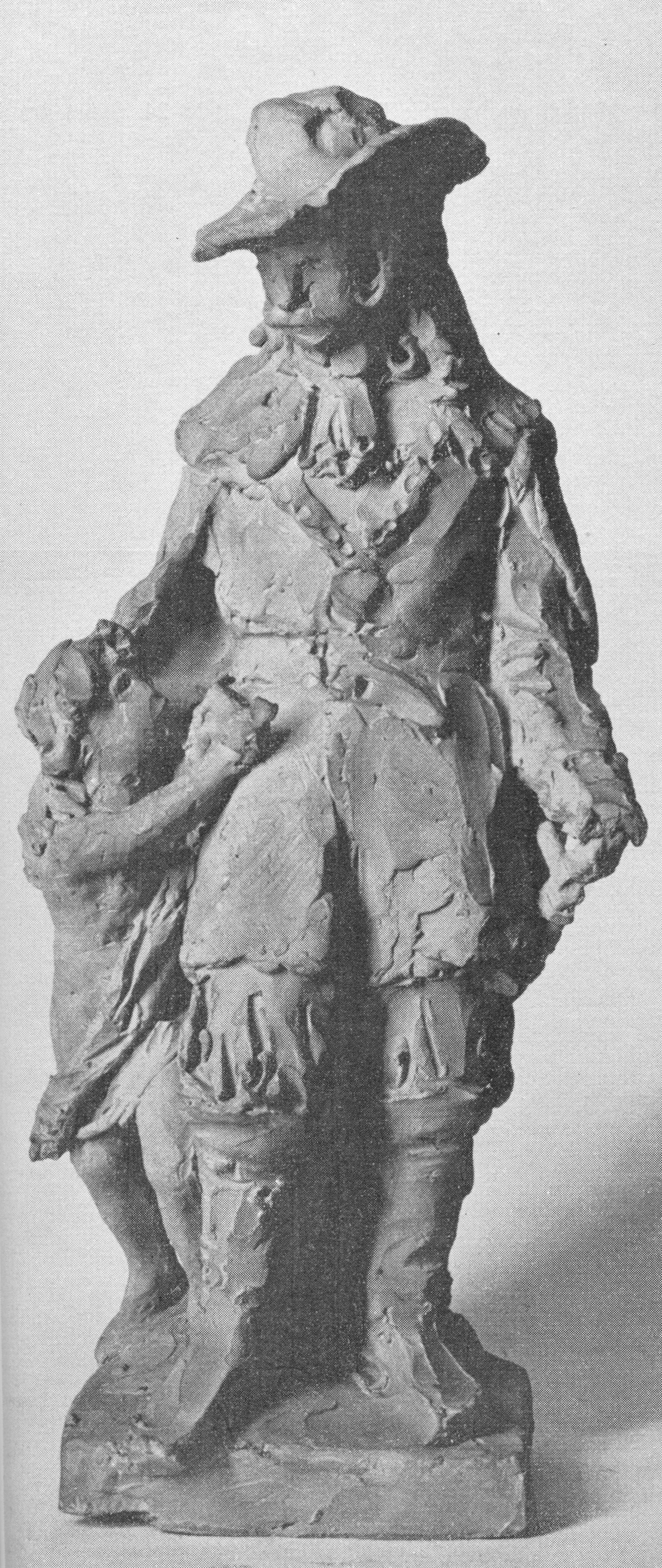
Tycho Brahe (Modell für eine Statue, 1883)
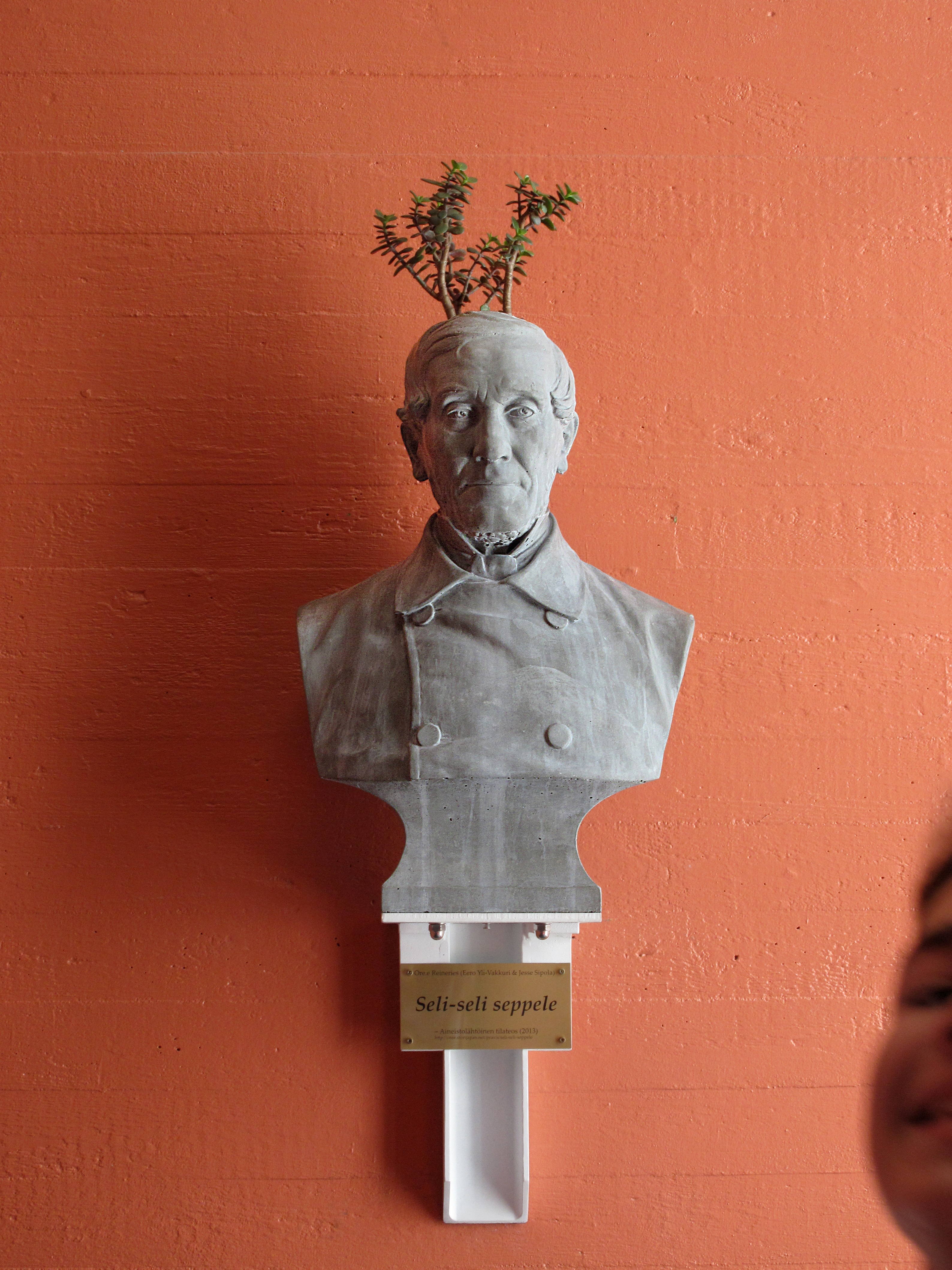
Snellman-Büste (als Blumentopf)
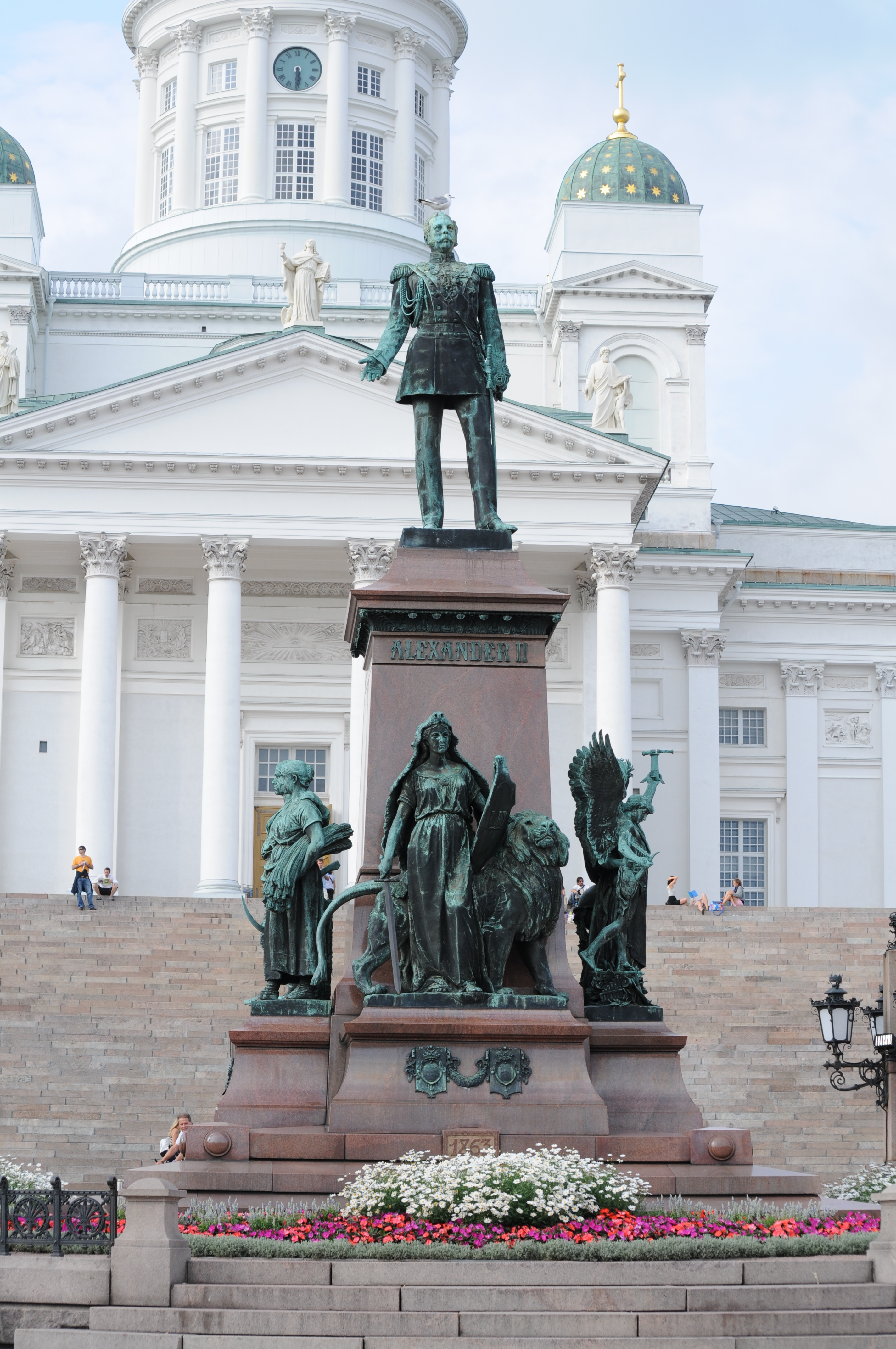
Alexander-II.-Denkmal, Helsinki